# Cetatea medievală a Diodului
Cetatea medievală a Diodului a fost o cetate aflată în localitatea Stremț, județul Alba, România, care a fost distrusă în anul 1563.

## Prima cetate
Că la Stremț au existat în vechime două cetăți fortificate puternic o dovedește faptul că la Adunarea Națională din 1540 ținută la Keresztes-Mező, a fost prezent Ioan Zolonchz, căpitan al ambelor cetăți din Stremț. 
Între ruinele cetății Diod și vechea curte nobiliară există un tunel subteran de legătură precum și alte construcții subterane (ele sunt cunoscute de către localnici sub denumirea de „Pivnițele din vii”). 
Cetățile sunt așezate în centrul comunei Stremț, circa 4 km nord-vest de Teiuș, pe valea cu același nume, într-un loc puțin ridicat și înconjurat de o zonă care era mlăștinoasă. Alegerea locului de zidire a cetății a fost determinată de prezența mlaștinilor, alimentate dinspre nord de un izvor ce există și astăzi, care împiedica accesul spre cetate din trei părți (nord-est, sud și vest). La cetate se poate ajunge ușor, plecând din Teiuș, pe valea Stremțului, până în centrul comunei Stremț, iar de acolo, pe vale, până la cetate nu sunt mai mult de 300–400 m. În documente este cunoscută sub numele de cetatea Diodului, toponim derivat din numele satului vecin, Geoagiu de Sus, care în documentele medievale a suferit unele transformări și adaptări: Geoagiu, Gyógy, Tinod etc. Cetatea de la Stremț a fost întotdeauna o cetate nobiliară.
Cu toate că primele știri documentare privind existența unei fortificații la Stremț, există de la mijlocul secolului al XV-lea, o cetate trebuie să fi fost construită mai devreme, poate chiar în a doua jumătate a secolului al XIII-lea, întrucât există câteva documente care semnalează la Stremț, în acea epocă, pe marele feudal Andrei de Geoagiu. Fiind unul din sfetnicii ducelui Ștefan, fiul lui Bela al IV-lea, când acesta lupta împotriva tatălui său, Andrei de Geoagiu, a primit drept răsplată pentru servicii deosebite, dovedite în timpul „nenumăratelor prilejuri, vărsându-și sângele împotriva tătarilor și veghind la hotare”, mai multe moșii și sate.
Andrei de Geoagiu și-a construit o cetate al cărui nucleu trebuie căutat în locul numit Cetățuia, de pe dealul din apropierea comunei. În secolul al XIV-lea documentele amintesc pe descendenții lui Andrei de Geoagiu ca posesori ai moșiilor de la Stremț și Geoagiu cetatea părând a se afla tot în posesia acestei familii. Ultimul reprezentant al familiei lui Andrei de Geoagiu, Mihail Dioghy, cedează acest domeniu, la 1442, voievodului Iancu de Hunedoara.
Lânga Stremț s-a constatat că pe dealul numit „După vii”, din nord-estul comunei, se află un loc numit „Cetățuia”, de unde oamenii din sat au scos piatră din zidurile unei construcții, care în prezent nu se mai vede. Materialul arheologic scos la iveală este de factură romană și feudală. Prezența unei așezări romane în acel loc se cunoaște mai demult, dar nu și a unei așezări feudale. S-ar putea presupune că este vorba de o cetate feudală construită, în parte, cu materiale romane, lucru destul de obișnuit în evul mediu. Aici a fost prima fortificație a nobilului Andrei de Geoagiu, din a doua jumătate a secolului al XIII-lea.

## Construcția
În anul 1442, ultimul descendent al familiei nobiliare Mihail Dioghy donează moșia și construcția lui Iancu de Hunedoara, voievod al Transilvaniei. Considerând că vechea fortificație nu mai corespunde cerințelor timpului, Iancu de Hunedoara construiește, cu materialul provenit în parte de la vechea fortificație, una dintre cele mai puternice cetăți din Ardeal, care se remarca în arhitectura militară a vremii, prin forma sa rectangulară mai rar întâlnită în Transilvania.
După opinia istoricului maghiar Kövári, construcția Cetății s-a realizat între 1442 și 1445.

## Istoric
După moartea fulgerătoare a lui Iancu de Hunedoara, de ciumă în 1456, pe timpul domniei fiului său Matei Corvin, cetatea și domeniul devin posesiuni regale, iar în 1461 sunt trecute în administrația Capitulului de Alba Iulia. 
În 1467 regele Ungariei, Matei Corvin donează cetatea și domeniul Voievodului Transilvaniei Ioan Pongratz și Dindeleag 1462 – 1476.
De la sfârșitul sec. XV-lea și până la jumătatea secolului al XVI-lea cetatea adăpostește familii și personalități importante în istoria Transilvaniei implicate în diferite scandaluri politice ale acelor vremuri.
Începând cu anul 1500 cetatea devine proprietatea familiei Balassa, familie nobiliară partizană a partidei Habsburgice în permanent conflict cu partidele filo-turce. Radu de la Afumați și-a găsit în cetatea Diodului loc de refugiu și de odihnă pentru a reveni mereu cu arma în mână cu ajutorul lui Ioan Zapolya voievodul Transilvaniei (între 1510-1526) împotriva turcilor.
În anul 1538, nobilul Emerich Balassa este numit împreună cu Ștefan Mailat, voievod al Transilvaniei de către regele Ungariei Ioan Zápolya, cei doi aliați complotează împotriva „binefăcătorului” lor, în favoarea Curții de la Viena și împăratului Ferdinand I de Habsburg. Ca măsură de represalii Ioan Zápolya asediază și cucerește cetatea.
Importanța strategică deosebită a acesteia, măreția ei fac ca regina Isabella, soția lui Ioan Zápolya să o aleagă ca loc de reședință. De aici, regina Isabella adresează „țării” o scrisoare prin care solicită poporului să-l sprijine pe cardinalul Martinuzzi în apărarea Ardealului. 
În anii tulburi din a doua jumătate a secolului al XVI-lea, în urma repetatelor lupte între partidele nobiliare filo-austriece Balassa și filo-turce cetatea este asediată și distrusă de către voievodul filo-turc al Transilvaniei, Ioan Sigismund fiul lui Ioan Zápolya în anul 1563. Cetatea a dispărut astfel din istorie, după o perioadă de glorie de peste 100 ani, domeniul a intrat în cadrul proprietăților fiscale ale voievozilor și principilor Transilvaniei, până în anul 1700, când a fost proprietatea unor nobili maghiari de mică importanță pentru istorie.

## Structura cetății
Latura mare a construcției patrulaterale avea o lungime de 58 m, latura mică 40, înălțimea zidurilor depășea 4 m, în vreme ce grosimea lor ajungea la peste 1,5 m. Uriașa construcție era dotată cu 4 turnuri masive sprijinite în exterior prin contraforți. În partea de sud era prevăzută cu un turn donjon principal cu o lungime de 10 m și o lățime de 7 m. Intrarea în cetate era pe latura de nord-est, se făcea cu ajutorul unui pod suspendat peste șanțul de apărare umplut în permanență cu apă.
Cetatea de la Stremț se prezintă ca un dreptunghi aproape perfect, cu laturile de 58x40 m prevăzut la fiecare colț cu câte un turn de plan pătrat. Se poate preciza și cerceta numai trei din cele patru turnuri, cel din colțul nord-vestic fiind complet distrus. Toate par a fi egale, cu laturile între 7–8 m, dispuse oblic față de incintă și susținute în exterior de câte doi contraforturi de peste 4 m. Turnurile de pe incinta de nord au două laturi în exterior și două în interior, cele de sud-est numai una în exterior și două în interior, pe când cele de sud numai una în exterior, sprijinită pe cei doi contraforturi și trei în interior. Zidul de incintă și turnurile sunt construite în aceeași tehnică, folosindu-se în primul rând piatra locală de râu, de mărimi diferite. Mortarul, de calitate foarte bună, conține mult var, nisip fin și praf de cărămidă pisată. La zidul de incintă s-a folosit și cărămidă, mai ales fragmentată, probabil tot cu scopul de a-i da o rezistență mai mare și de a-i crea un parament mai regulat. Grosimea zidului nu depășește 1,3 m, iar înălțimea ajunge, în unele locuri, până la 4 m.
Pe latura de sud, incinta este formată din două rânduri de ziduri, de dimensiuni obișnuite, plasate la 5-6 m unul față de altul. Cel exterior era legat, probabil, de capetele contraforturilor turnurilor de pe latura de sud-est. Între ele se formează un spațiu liber de circa 3 m, constituind așa-numitul swingler.
Terenul pe care sunt plasate aceste ziduri este unul nestabil, mlăștinos, pe sub care curg izvoare cu debite destul de mari. Acest teren nu permitea ca zidurile de incintă să aibă o fundație solidă și, în consecință, constructorii au dublat incinta ținând seamă în acest caz mai ales de puterea armelor de foc. De jur-împrejurul incintei s-a săpat un șanț de apărare, lat de 16–20 m, adâncit față de nivelul actual al cetății (până la 3 m pe latura de nord-vest), care la nevoie era umplut cu apă din izvoarele locale sau din valea Teiușului, ce curge în imediata apropiere a cetății. Latura exterioară a șanțului a fost prevăzută cu un val de pământ, vizibil în colțul de sud-est, format din pământul provenit din săparea șanțului. Intrarea în cetate se făcea pe latura de nord și cu siguranță aici se afla un pod suspendat, așezat peste șanțul de apărare. 
În interiorul cetății, clădirile care au constituit odinioară faima acestei fortificații, nu întâmplător aleasă de regina Isabella, în 1550, ca loc de refugiu, au fost distruse în cea mai mare parte, rămânând doar câteva urme în colțul sud-estic și o capelă.
Etapele de construcție sunt unitare, ceea ce dovedește că au fost concepute și realizate de un bun cunoscător în tehnica fortificațiilor și într-un timp relativ scurt, cel mult un an. Interiorul a fost amenajat în funcție de necesitățile și interesele celor care dețineau cetatea. Cele mai multe clădiri interioare, ale căror urme pot fi văzute pe teren, au fost ridicate, probabil, în secolul al XVI-lea. Capela actuală a fost ridicată în secolul al XVIII-lea, când cetatea nu mai era folosită.
Datarea fortificațiilor constituie însă o problemă dificilă, deoarece planul cetății, regulat, de forma unui dreptunghi, cu turnuri de colț în interior, nu are analogii în Transilvania. Data construcției cetății ar putea fi plasată mai curând în prima jumătate a secolului al XV-lea, când aceste moșii au devenit proprietatea lui Ioan de Hunedoara. În spijinul acestei ipoteze vine faptul că cetățile cu un plan regulat, de obicei un dreptunghi, cu turnuri de colț în interior, apar în centrul Europei la sfârșitul secolului al XV-lea. În acest sistem, turnurile au un important rol ofensiv, având în exterior mai multe laturi.
Ridicarea cetății pe un teren deschis a dat posibilitatea constructorilor să treacă la rezolvarea unor planuri îndrăznețe de cetăți. Se poate considera că alegerea unui plan precis pentru cetatea de la Stremț nu se datorează numai terenului pe care e plasată, ci și experienței acumulate de comandanții militari și meșterii epocii respective. În aceste împrejurări, am putea presupune că, întrucât vechea curte a nobililor de Geoagiu, situată pe dealul „Cetățuia”, prevăzută și ea cu fortificații datând din secolul al XIII-lea, nu mai corespundea noilor cerințe militare, mai ales o dată cu generalizarea armelor de foc, Ioan de Hunedoara a procedat la dărâmarea ei, iar materialul a fost folosit la noua cetate.
Șanțul de apărare de formă elipsoidală înconjoară cetatea, el era în permanență umplut cu apă provenită dintr-un izvor aflat în apropiere denumit „Bercan” și care aproviziona prin conducte subterane și cetatea cu apă. Șanțul avea o lățime de cca. 16 m și o adâncime de 4 m, materialul rezultat din săparea șanțului a fost folosit pentru ridicarea unui val de pământ în exteriorul șanțului de apă care avea și el aceeași formă elipsoidală.
Cu excepția drumului de acces la poarta de intrare în cetate zona înconjurătoare era mlăștinoasă, fapt ce constituia o adevărată barieră naturală în calea eventualilor atacatori. 
În incinta cetății pe lângă donjonul principal existau în colțul de S-E câteva construcții anexe și clădiri.

## Citate despre cetate
„Istoria Țării Românești 1290-1690”: „Boiarii toți și mari și mici au ridicat domn pre Radu Vodă din Afumați, ginerile lui Băsărab-Vodă, la leatrul 7030. Și au venit Mehmet bei cu steag de la Poartă, cu mulțime de turci și au intrat în țară. Iar Radu Vodă cel tânăr s-au gătit și au ieșit înaintea lui cu oaste și au făcut războiu la sat la Glubani, și au biruit Vodă pre Mehmet bei de s-au mai gătat încă de războiu. Iar Radu Vodă s-au întors îndărăt în scaun în București. Deci peste puțină vreme, Mehmet bei au venit cu mulțime de turci și au intrat în țară. Iar Radu Vodă i-au ieșit înainte cu oaste. Și s-au lovit la Clejani. Și au biruit pre Mehmet bei ca dintâi și mulți turci au pierit. Iar când au fost apoi, au biruit turcii. Și au pierit Benga iar Radul Vodă cu boiarii au fugit în Țara Ungurească (n.n. în Transilvania – cetatea Diodului - Stremț). Iar Mehmet bei au pus oamenii lui subași pre la toate orașele. Și s-au dus Mehmet bei peste Dunăre. Iar preste puțină vreme au venit iar Radu Vodă din Țara Ungurească cu boiarii și cu mulți unguri. Și au trimis curând oamenii aleși de au cuprins toți subașii în toate satele și orașele și le-au tăiat capetele.
Și au strâns Radu Vodă oaste mare și iar au venit Mehmet bei cu toate oștile […] și făcu război mare la Grumazi [...] și au fost izbânda turcilor […] Iar Radul Vodă au fugit cu boiarii în Țara Ungurească (n.n. ibidem). Și s-au dus la Ianos crai […] și l-au rugat să nu lase țara creștinească în mâinile păgânilor. Într-aceia Ianos (n.n. Ioan Zapolya) s-au gătat de oaste cu 30000 de unguri tot voinici aleși și s-au pogorât pre Rucăr aice în țară. […] Iar Mehmet bei n-au cutezat să-l aștepte, ci curând au fugit peste Dunăre. Deci Ianos Crai s-au întors înapoi cu mare dar și s-au dus la Țara Ungurească și au venit Radul Vodă în Târgoviște vesel și cu toți boiarii”.